# Acalypha segetalis
Acalypha segetalis é uma espécie de flor do gênero Acalypha, pertencente à família Euphorbiaceae.